# 小田桐仁義
小田桐 仁義（おだぎり じんぎ、1991年1月30日 - ）は、日本のシンガーソングライター、農家。愛称および略称は「おだじん」。
青森県出身。青森県つがる市在住。

## 人物
普段は農業を営みつつ、音楽活動をしている。ほぼすべての楽曲において作詞、作曲、演奏を一人で行っている。

## 経歴

### 生い立ち
1991年1月30日に青森県に生まれる。高校を卒業してから音楽の専門学校に通っていたが一年で中退し、家業の農業を仕事として始めた。音楽活動を始めたきっかけとして「親が音楽好きだったこともあり、小さな頃から身近に音楽があったことが大きかった」と語っている。
音楽をやってみようと思った直接的なきっかけは、中学生の時に「バンドで文化祭に出た」という経験により「人前で唄う」ということを面白く感じたことである。
中学三年生の時にマルチトラックレコーダを買って多重音楽を作ろうと思ったが、その時はまだ楽器をなにも弾くことができなかった為、「曲を作るため」にいろいろな楽器を覚え始めた。

### 動画投稿
少なくとも2010年頃からニコニコ動画で動画投稿を行っていた。その後、オリジナル曲を投稿するようになり2013年から活動の場をYouTubeへと移した（現在当時の動画は全て削除されている）。
初めて楽曲提供したのは、同じ青森県に住んでいる「わにぶん」というYouTuberである。
視聴者であったおだじんが、同じビートルズ好きとして「バンド組ませんか」とDMを送り、これをきっかけにTwitterで交流を深めた。
2013年に「動画のエンディングに使ってもらえないかな」と思いながら「Same As Yesterday」を作成し、インターネット上に公開すると、わにぶんから使用したいと声がかかり、動画のエンディングに使われることとなった。
その後、様々なクリエイターから声がかかり、楽曲提供が増えていった。kouichitv、かす、アバンティーズ、6面ステーション、わにぶん TV、すしらーめん《りく》などのYouTuberにBGMやエンディング曲を提供している。

## ミュージックビデオ
動画編集は一部を除きほぼ全て本人が行っている。
| 公開日 | 公開日   | タイトル                         | 種類                 | 備考                                                                                                   |
| 年     | 月日     | タイトル                         | 種類                 | 備考                                                                                                   |
| ------ | -------- | -------------------------------- | -------------------- | --- |
| 2011年 | 2月2日   | 下降中乱気流(Break down hell)    |                      | 現在非公開 ニコニコ動画にて『McCaJ』名義で公開                                                         |
| 2011年 | 6月4日   | 風の吹くほうへ                   |                      | 現在非公開 ニコニコ動画にて『McCaJ』名義で公開 リマスター版がファンクラブ会員限定公開                  |
| 2011年 | 9月5日   | Son Of A Bitch                   |                      | 現在非公開 ニコニコ動画にて『McCaJ』名義で公開                                                         |
| 2011年 | 10月27日 | Oh！黄昏のマグアビーチ           |                      | 現在非公開 ニコニコ動画にて『McCaJ』名義で公開 Mixcloudでも公開されていた                              |
| 2012年 | 1月12日  | 落葉樹                           |                      | 現在非公開 ニコニコ動画にて『McCaJ』名義で公開                                                         |
| 2012年 | 3月15日  | 街                               |                      | 現在非公開 ニコニコ動画にて『McCaJ』名義で公開                                                         |
| 2012年 | 7月2日   | Don't Speak,Don't Tweet          |                      | 現在非公開 ニコニコ動画にて『McCaJ』名義で公開                                                         |
| 2012年 | 8月21日  | Summertime Dream                 |                      | 現在非公開 ニコニコ動画にて『McCaJ』名義で公開                                                         |
| 2012年 | 12月26日 | 白い恋人にロマンスを             |                      | 現在非公開 ニコニコ動画にて『マッカJ』名義で公開                                                       |
| 2013年 | 2月23日  | Same As Yesterday                |                      | 現在非公開 ニコニコ動画では『まっかじぇい』名義で公開                                                  |
| 2013年 | 5月11日  | Mr.Butterfly                     |                      | 現在非公開 ニコニコ動画では『まっかじぇい』名義で公開 歌唱を担当した友人の名義でシングル配信されていた |
| 2013年 | 5月15日  | I'm So Into You                  |                      | 現在非公開 ニコニコ動画では『まっかじぇい』名義で公開                                                  |
| 2013年 | 7月      | サマーレイン                     |                      | 現在非公開                                                                                             |
| 2013年 | 9月22日  | Poisoning To Youtube             | ミュージックビデオ   | 現在非公開 SHANNON氏のYouTubeチャンネル「whakawhakaable」でも『JINGI』名義で公開されていた             |
| 2013年 | 10月25日 | たそがれは涙色                   |                      | 現在非公開                                                                                             |
| 2013年 |          | ごめんなさい                     |                      | 現在非公開                                                                                             |
| 2014年 | 1月21日  | My Lovely Sea                    |                      | 現在非公開                                                                                             |
| 2014年 | 1月24日  | バイバイ                         |                      | 現在非公開                                                                                             |
| 2014年 | 3月4日   | 佐藤さん                         |                      | 現在非公開                                                                                             |
| 2014年 | 3月19日  | I'm A Winner                     |                      | 現在非公開                                                                                             |
| 2014年 | 4月11日  | 妄想日和                         |                      | 現在非公開                                                                                             |
| 2014年 | 6月7日   | 跳べよ!!                         |                      | 現在非公開                                                                                             |
| 2014年 | 6月14日  | 夏の旅人                         |                      | 現在非公開                                                                                             |
| 2014年 | 7月30日  | Just Stay By My Side             |                      | 現在非公開 Soundcloudでも公開されていた                                                                |
| 2014年 | 8月17日  | 破幻の瞳に恋をして               |                      | 現在非公開                                                                                             |
| 2014年 | 9月7日   | FULL MOON                        |                      | 現在非公開                                                                                             |
| 2014年 | 12月13日 | OH,NO!!                          |                      | 現在非公開                                                                                             |
| 2015年 | 10月26日 | Hello,Something!                 | ミュージックビデオ   | 現在非公開 360°動画                                                                                    |
| 2015年 | 11月15日 | LINEのうた                       |                      | 現在非公開                                                                                             |
| 2015年 | 12月2日  | The Sun Loves Her                |                      | 現在非公開                                                                                             |
| 2015年 | 12月27日 | 渚めぐり                         | ミュージックビデオ   | 現在限定公開                                                                                           |
| 2016年 | 1月28日  | ヒエログリフ                     |                      | 現在非公開                                                                                             |
| 2016年 | 2月18日  | Same As Yesterday                | ミュージックビデオ   | かつてはタイトルに(2016 Re-Recording)と付いていた 動画編集：わにぶん                                   |
| 2016年 | 3月20日  | Sunny Sunday                     | リリックビデオ       | 現在非公開                                                                                             |
| 2016年 | 4月10日  | 桜の城下町                       | ミュージックビデオ   | 現在非公開 現在はファンクラブ会員限定公開                                                              |
| 2016年 | 8月10日  | サマーダンス                     | ミュージックビデオ   | |
| 2016年 | 8月29日  | ハローグッバイ                   |                      | 現在非公開                                                                                             |
| 2016年 | 11月29日 | Warm Again                       | ミュージックビデオ   | |
| 2017年 | 1月2日   | Filmy Eyes                       | ミュージックビデオ   | 現在非公開                                                                                             |
| 2017年 | 3月1日   | BRAND NEW DAY                    | ミュージックビデオ   | 動画編集：わにぶん                                                                                     |
| 2017年 | 7月30日  | かぜまち                         | ミュージックビデオ   | |
| 2017年 | 9月18日  | Fools                            | ミュージックビデオ   | |
| 2017年 | 12月14日 | トーキョーゾンビ                 | ミュージックビデオ   | |
| 2017年 | 12月28日 | ランドスケープ                   | ミュージックビデオ   | 現在非公開                                                                                             |
| 2018年 | 2月25日  | White Mirage                     |                      | 現在非公開                                                                                             |
| 2018年 | 5月22日  | 宇宙の海はホログラム             | ミュージックビデオ   | |
| 2018年 | 6月27日  | クエスト                         | ミュージックビデオ   | |
| 2018年 | 9月28日  | ラムネ                           | ミュージックビデオ   | 動画編集：わにぶん                                                                                     |
| 2018年 | 12月13日 | ラムネ                           | ミュージックビデオ   | 告知なしフルバージョン 配信サイトより購入が可能 動画編集：わにぶん                                     |
| 2019年 | 1月13日  | キャラバン                       | ミュージックビデオ   | |
| 2019年 | 3月24日  | パラレラーズ                     | ミュージックビデオ   | |
| 2019年 | 5月20日  | かぜまち(Acoustic ver.)          |                      | 現在非公開                                                                                             |
| 2019年 | 6月8日   | 素敵じゃないか                   | ミュージックビデオ   | |
| 2019年 | 6月9日   | ワイハブルー                     | ミュージックビデオ   | わたこうと共同制作 『わたこうとおだじん』名義 動画編集：わたこう                                       |
| 2019年 | 8月5日   | ティールな街角                   | アートトラック       | |
| 2019年 | 8月12日  | Mellow Ride                      | リリックビデオ       | |
| 2019年 | 10月20日 | カタヌキ                         | リリックビデオ       | |
| 2020年 | 1月11日  | 白い迷宮                         | ミュージックビデオ   | 動画編集：わにぶん                                                                                     |
| 2020年 | 2月6日   | Plastic Sun                      | ミュージックビデオ   | |
| 2020年 | 3月7日   | Guiding Light                    | ミュージックビデオ   | |
| 2020年 | 5月2日   | おとぎ話をもう一度               | アートトラック       | 現在非公開                                                                                             |
| 2020年 | 5月10日  | meme                             | 仮ミュージックビデオ | |
| 2020年 | 6月10日  | Warm Again(Acoustic ver.)        | アートトラック       | |
| 2020年 | 6月16日  | Tutti Frutti                     |                      | |
| 2021年 | 3月15日  | ランプバス                       |                      | |
| 2021年 | 6月9日   | 数秘術                           | ミュージックビデオ   | 動画編集：コウイチ                                                                                     |
| 2021年 | 8月29日  | Sunflower                        |                      | |
| 2021年 | 11月6日  | しゃにむに                       | ミュージックビデオ   | |
| 2021年 | 12月16日 | meme                             | ミュージックビデオ   | STARTER KIT 2購入者限定                                                                                |
| 2022年 | 3月1日   | でこぼこワルツ                   |                      | |
| 2022年 | 5月12日  | Miss Your Sunshine               |                      | |
| 2022年 | 5月31日  | Tutti Frutti -ver.2-             | リリックビデオ       | |
| 2022年 | 6月10日  | ユウナ                           | ミュージックビデオ   | |
| 2022年 | 9月20日  | Filmy Eyes                       | ミュージックビデオ   | CDの告知のない再編集版 Music Assort購入者限定 非公開となっていたMVを限定公開                           |
| 2022年 | 12月10日 | どうしようもない                 | ミュージックビデオ   | |
| 2023年 | 3月9日   | タイムマシンはいらない           | ミュージックビデオ   | |
| 2023年 | 5月6日   | 無法者                           | リリックビデオ       | |
| 2023年 | 5月12日  | そして僕らは旅に出る             | ミュージックビデオ   | ODAJIN MUSIC購入者限定                                                                                 |
| 2023年 | 7月3日   | Waterslider                      | リリックビデオ       | |
| 2023年 | 8月5日   | ユウナ（ver.X-2）                |                      | |
| 2023年 | 9月24日  | 勘弁して！                       |                      | |
| 2023年 | 10月26日 | Good Music                       | ミュージックビデオ   | ファンクラブ会員限定公開 YouTube上では「ODAJIN MUSIC」1周年記念番組にて視聴可能                        |
| 2023年 | 12月10日 | 幸せの予感                       | ミュージックビデオ   | |
| 2023年 | 12月23日 | It's Getting Better All The Time | ミュージックビデオ   | |
| 2024年 | 5月11日  | ぶっとばす                       | ミュージックビデオ   | 5月7日にファンクラブ会員先行公開                                                                       |
| 2024年 | 5月25日  | 陽だまりの公園                   |                      | 「ODAJIN MUSIC」1周年記念番組にて視聴可能                                                              |
| 2024年 | 5月25日  | 今宵はジルバで踊らせて           |                      | 「ODAJIN MUSIC」1周年記念番組にて視聴可能                                                              |
| 2024年 | 6月29日  | PAPERTOWN                        | ミュージックビデオ   | 6月9日にファンクラブ会員先行公開                                                                       |
| 2025年 | 1月25日  | 寒空のサンダル                   | ミュージックビデオ   | |
| 2025年 | 3月12日  | 春雨スープ                       | ミュージックビデオ   | 「おだじんワンマンショー2025」物販にて一定額以上購入時特典のQRカードより先行公開                       |
| 2025年 | 4月2日   | nomad                            | ミュージックビデオ   | |
| 2025年 | 8月7日   | 透明                             | ミュージックビデオ   | |

## ディスコグラフィー

### 参加作品
- CRAY-D - Cm7 feat.おだじん (2013年12月11日[129]、現在非公開)
- CRAY-D - Candy Hunt feat.おだじん (2014年1月21日[130]、現在非公開)
- CRAY-D - Life is gamble feat.おだじん (2014年3月31日[131]、現在非公開)
- CRAY-D - Dear Mama feat.おだじん (2014年5月11日[132]、現在非公開)
- WANIBUN - Love will keep us alive [feat.小田桐仁義]（2014年3月30日）[133]

## 出演

### テレビ
- 青森朝日放送 - 『夢はここから生放送 ハッピィ』(2018年3月10日) [134]
- ABEMA - 『ABEMA Prime』(2020年12月23日)[134][135][136]
- 青森テレビ - 『わっち‼︎』
  - 2022年2月10日[134][137]
  - 2023年5月29日[134][138]
  - 2023年8月21日[134][139]
  - 2023年12月18日[134][140]
  - 2024年6月3日[134][141]
- NHK青森 - 『あおもりもりもり』(2023年7月8日)[134][142]

### ラジオ
- FMごしょがわら
  - 『水曜Gマルシェ』 (2018年6月13日)[134]
  - 『アーティストファイル inTSUGARU Weekendver.』 (2023年4月14日[134][143]・8月11日[134][144])